# باربرا بيتس
باربرا بيتس (بالإنجليزية: Barbara Bates)‏ هي طبيبة أمريكية، ولدت في 1928 في أوبورن في الولايات المتحدة، وتوفيت في 2003 في برين مار ‏ في الولايات المتحدة بسبب مرض آلزهايمر.